# Adrian Perdjon
Adrian Perdjon (ur. 20 grudnia 1981 w Szczecinie) – polski aktor filmowy, telewizyjny i dubbingowy. Aktor i koordynator sesji motion capture.

## Filmografia
- 2009 – serial Zapach Władzy – reż Michał Kowal Agent Mustafa
- 2007 – etiuda I'm sorry – chłopak
- 2007 – film fabularny Orkiestra niewidzialnych instrumentów(inne języki)
- 2007 – film fabularny Operation Sunrise – chłopak
- 2007 – serial Ekipa – dr Chwalba
- 2006 – serial Determinator – prezenter TV
- 2006 – film fabularny Dzień gniewu – Celnik
- 2006 – serial M jak miłość – wyrostek
- 2005 – serial Pensjonat pod Różą – Romek
- 2005 – serial Kryminalni – Dziennikarz TVN24 Remigiusz Mazurek
- 2005 – serial Wielkie ucieczki – Mat Paprocki
- 2004–2006, 2008, 2009–2010, 2011 – serial Plebania – Heniek Grzyb
- 2004 – film fabularny Mroki sieci – Komisarz
- 2003 – serial Daleko od noszy – syn Półpielca
- 2003 – film fabularny Marcinelle – Turek
- 2003 – film Pokój z widokiem – etiuda semestralna studenta reżyserii UŚ w Katowicach
- 1997–2004 – serial Klan – Jakub, kolega Olki i Ulki poznany przypadkowo na przystanku autobusowym

## Teatr
- 2010 – Pan Tadeusz i inne obce języki reż. Joanna Szczepkowska Teatr Syrena Warszawa
- 2008 – Niedźwiedź reż. Marcin Kwaśny Teatr Praski Warszawa – Smirnow
- 2006 – Gra snów reż. Bogdan Hussakowski Teatr PWST Kraków – Sufler, Pierwszy Węglarz, Dziekan Filozofii
- 2005 – Wieczór trzech króli reż. Jerzy Stuhr Teatr PWST Kraków – Kapitan, Valentino, Sebastian
- 2003 – Igrce rybałtowskie reż. Tadeusz Malak Teatr PWST Kraków – Wagant
- 2002 – Miłość i żałość reż. Mirosław Samsel Teatr Mumerus Kraków – Myszkin

## Polski dubbing
- 2015: Battlefield Hardline – Policjant (tryb multiplayer)
- 2014: Enemy Front – Robert Hawkins
- 2013: Hulk i agenci M.I.A.Z.G.I. – Rick Jones/A-Bomb
- 2011: Wiedźmin 2: Zabójcy królów –
  - Marcus,
  - Artur Tailes,
  - Eleyas
- 2009: Big Time Rush – Kendall
- 2008: Power Rangers: Operacja Overdrive – Dax Lo
- 2007: iCarly – Spencer
- 2006: Yin Yang Yo! – Coop
- 2006–2007: H2O – wystarczy kropla – Lewis McCartney
- 2006: Monster Warriors
- 2002–2007: Naruto –
  - Sakon i Ukon,
  - Yashamaru
- 1997: Rozgadana farma

## Audiobooki
- 2011: Cienka czerwona linia James Jones; Wydawnictwo QES Agency 2011
- 2008: Złap mnie, jeśli potrafisz Frank W. Abagnale; Wydawnictwo Qes Agency 2008
- 2007: Ptasiek William Wharton; Wydawnictwo Qes Agency 2007

## Przechwytywanie ruchu
- 2008–2011 gra komputerowa WIEDŹMIN 1 (dodatek), oraz WIEDŹMIN 2 producent: CD PROJECT RED.
- Stworzył większość męskich postaci (oraz dwie żeńskie) występujących w scenach aktorskich. Jego pracę można zobaczyć zarówno w GamePlayu, jak i w CutScenach.